# Maria Henrietta de Austria (1883–1956)
Arhiducesa Maria Henrietta, (Maria Henrietta Caroline Gabriele, Erzherzogin von Österreich; 10 ianuarie 1883 – 2 septembrie 1956) a fost membră a ramurei Teschen a Casei de Habsburg-Lorena, Arhiducesă de Austria și Prințesă a Boemiei, Ungariei și Toscanei prin naștere. Prin căsătoria cu Gottfried, Prinț de Hohenlohe-Schillingsfürst, Maria Henrietta a devenit și membră a Casei de Hohenlohe-Waldenburg-Schillingsfürst.

## Biografie
Maria Henrietta a fost al treilea copil al Arhiducelui Friedrich, Duce de Teschen și a soției acestuia, Prințesa Isabella de Croÿ. La 3 iunie 1908, la Baden, Viena, Austria, s-a căsătorit cu Prințul Gottfried von Hohenlohe-Schillingsfürst, fiul lui Constantin, Prinț de Hohenlohe-Waldenburg-Schillingsfürst de Ratibor și Corvey și Marie Antoinette, Prințesă de Sayn-Wittgenstein-Berleburg. A murit la 2 septembrie 1956 la vârsta de 73 de ani, în Mariazell, Austria.

### Căsătorie și copii
Maria Henrietta a avut trei copii:
- Prințesa Elisabeth de Hohenlohe-Waldenburg-Schillingsfürst (27 septembrie 1909 – 30 martie 1987)
- Prințesa Natalie de Hohenlohe-Waldenburg-Schillingsfürst (28 iulie 1911 – 11 martie 1989)
- Prințul Friedrich de Hohenlohe-Waldenburg-Schillingsfürst (18 februarie 1913 – decembrie 1945)